# Nördliche Grant-Gazelle
Die Nördliche Grant-Gazelle (Nanger notatus), auch Bright-Gazelle genannt, ist eine Art aus dem Artenkomplex der Grant-Gazellen und der Gattung der Spiegelgazellen innerhalb der Familie der Hornträger. Sie kommt in Ostafrika vor, hauptsächlich in Kenia und lebt in offenen Savannenlandschaften. Es handelt sich um einen großen Vertreter der Gazellen. Charakteristische Merkmale finden sich neben den markant gebogenen Hörnern unter anderem in dem seitlich auskeilenden hellen Rumpffleck. Das Sozialleben ist komplex und besteht aus variierenden Herdengruppen unterschiedlicher Geschlechterzusammensetzung zuzüglich einzelgängerischen männlichen Individuen. Die Tiere ernähren sich hauptsächlich von harten Gräsern und weichen Pflanzenbestandteilen. Die Fortpflanzung findet ganzjährig statt, in der Regel bringt ein Muttertier nur ein Junges zur Welt. Ursprünglich galten alle Grant-Gazellen als zu einer Art gehörig. Genetische Untersuchungen aus dem Beginn des 21. Jahrhunderts teilten diese aber in drei unabhängige Linien auf. Der Gesamtbestand der Grant-Gazellen gilt als ungefährdet.

## Merkmale

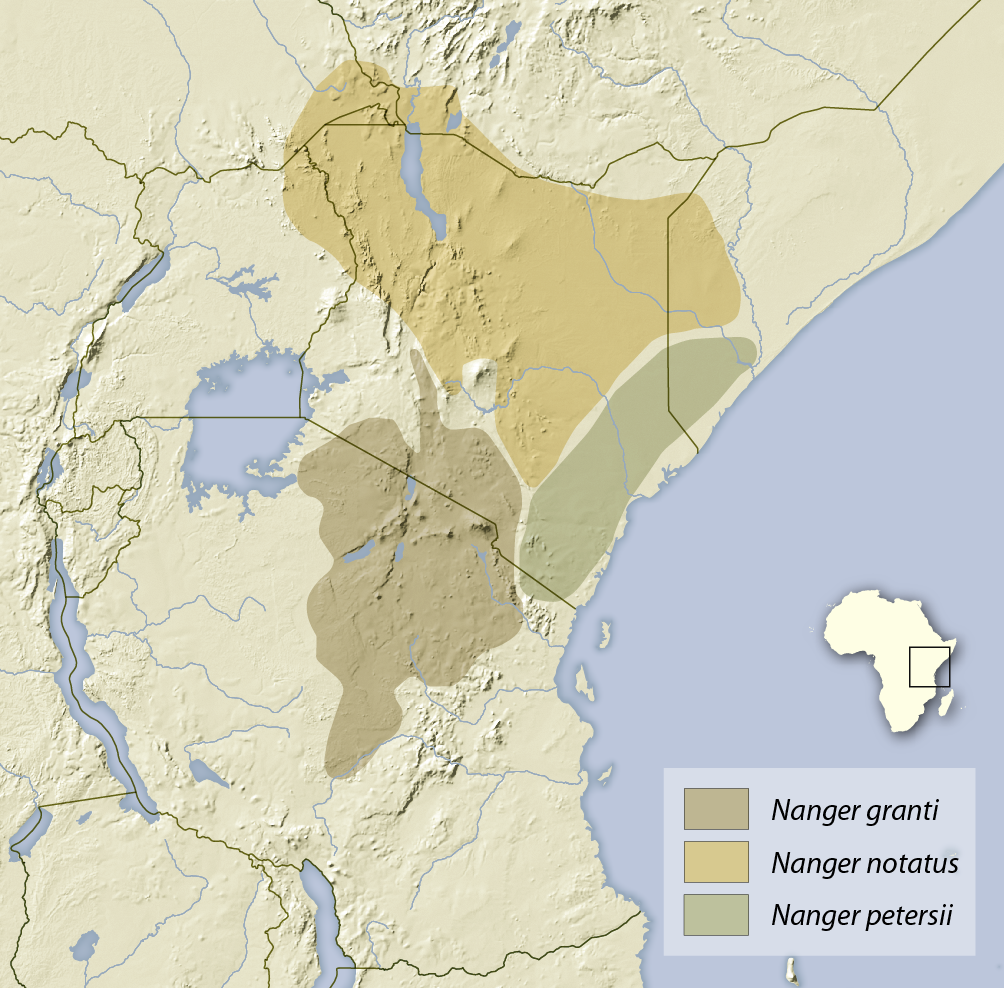
Die Verbreitungsgebiete der drei Arten der Grant-Gazellen

Die Nördliche Grant-Gazelle ist eine vergleichsweise große Gazellenart und in ihrer Größe und Fellfärbung mit der Südlichen Grant-Gazelle (Nanger granti) vergleichbar. Genaue Messungen liegen jedoch nicht vor. Die Schulterhöhe beträgt etwa 80 cm. Sie ist etwas dunkler als die Südliche Grant-Gazelle und das horizontales Band an den Körperseiten der Männchen ist meist ziemlich dunkel, so dass der Unterschied zwischen den Geschlechtern hinsichtlich der Fellfärbung nicht so deutlich ausgeprägt ist wie bei der Südlichen Grant-Gazelle, deren Männchen nur ein wenig ausgeprägtes Horizontalband zeigen. Die dunklen Streifen, die den Spiegel am Hinterteil begrenzen sind schmaler als bei der Südlichen Grant-Gazelle und reichen nicht so weit nach unten.

## Verbreitung und Lebensraum und Lebensweise
Die Nördliche Grant-Gazelle kommt in Ostafrika vor. Das Verbreitungsgebiet liegt vor allem im kenianischen Hochland nördlich von Nairobi, reicht aber bis in den Süden des äthiopischen Abschnitts des Großen Afrikanischen Grabenbruchs, in den Südwesten Somalias, den Südosten des Südsudans und die nordöstliche Ecke Ugandas. Ihr Verbreitungsgebiet ist vom Lebensraum der Südlichen Grant-Gazelle durch einen Gürtel von hügeligem und bewaldetem Gelänge getrennt. Die Nördliche Grant-Gazelle kommt in Steppen mit kargem Grasbewuchs und Akazien, entlang des Tals des Kerios auch auf mit Sträuchern bestandenen Hügeln und von Lavaströmen geprägten Hochebenen vor. In vielen Regionen konkurriert die Nördliche Grant-Gazelle mit Weidevieh wie Hausziegen und Hausschafe um das Territorium und die Nahrung. Genaue Untersuchungen zur Ernährung der Nördlichen Grant-Gazelle fehlen, sie scheint aber wählerischer zu sein als die Südliche Grant-Gazelle. Neugeborene wurden im April gesichtet, vorausgesetzt, dass die Trächtigkeitsdauer wie bei der Südlichen Grant-Gazelle bei 198 bis 199 Tagen liegt, bedeutet das, dass der September und der Oktober die Paarungszeit ist. Wie andere Gazellenarten lebt die Nördliche Grant-Gazelle in kleinen Herden, wobei in ihrem Fall Herden mit 20 bis 30 oder mehr Exemplaren beobachtet wurden.

## Systematik
Die wissenschaftliche Erstbeschreibung der Nördlichen Grant-Gazelle erfolgte im Jahr 1897 durch den britischen Mammalogen Oldfield Thomas. Grundlage der Beschreibung war ein kopfloses Fell, das von einer Gazelle stammte, die im Oktober 1895 während einer Elefantenjagd auf dem Loroghi Plateau (Samburu County) geschossen wurde. Thomas gab ihr die Bezeichnung Gazella granti notata. Heute wird sie in die Gattung der Spiegelgazellen (Nanger; auch Großgazellen genannt) gestellt. Die Gattung wird innerhalb der Familie der Hornträger (Bovidae) zur Unterfamilie der Antilopinae gezählt, hierin steht sie in der Tribus der Gazellenartigen (Antilopini). Die Spiegelgazellen zeichnen sich durch ihre relativ größere Körperform von den anderen, nahverwandten Vertretern der Gattungen Gazella, Eudorcas und Antilope aus, mit denen sie eine engere Verwandtschaftsgruppe innerhalb der Antilopini bilden. Weitere Unterschiede finden sich in der Gestaltung des Rückenflecks, der sogenannte „Spiegel“, der bei den Nanger-Arten seitlich auskeilt und wonach die Gattung ihren deutschsprachigen Trivialnamen trägt. Auch reicht der Nasenspiegel nicht so weit zurück wie bei Gazella, aber weiter als bei Eudorcas. Außerdem lässt sich ein Trend zur Reduktion des Fellmusters erkennen. Aus skelettanatomischer Sicht können die vergleichsweise langen Schädel, die nur schwach entwickelte Voraugenregion und einzelne weitere Merkmale der Hörner und des Gebisses herangezogen werden.
In den meisten Systematiken werden den Spiegelgazellen neben den Grant-Gazellen zwei weitere Arten zugewiesen: die Sömmerringgazelle (Nanger soemmerringii) und die Damagazelle (Nanger dama). Übereinstimmend in zahlreichen molekulargenetischen Studien stehen sich die beiden letztgenannten näher, während die Grant-Gazellen die Schwestergruppe bilden. Einzelne Analysen sehen allerdings die Grant-Gazellen näher mit der Sömmerringgazelle verwandt. Über lange Zeit galten die Grant-Gazellen als Angehörige einer einzigen Art. Diese wurde im Deutschen als „Grant-Gazelle“ und wissenschaftlich unter dem Binomen Nanger granti geführt. Die Art enthielt mehrere Unterarten, von denen die Östliche und die Nördliche Grant-Gazelle mit den jeweiligen wissenschaftlichen Bezeichnungen N. g. petersii beziehungsweise N. g. notatus die bekanntesten waren. Mehrere molekulargenetische Untersuchungen in den Jahren 1996 und 2008 erbrachten nicht nur eine hohe Variabilität der Grant-Gazellen, sie deckten auch auf, dass diese drei monophyletische Linien bilden, von denen wenigstens zwei (die Südliche und Nördliche Grant-Gazelle) keinerlei Vermischung zeigten. Aufgrund dessen empfahlen die Autoren der letzteren Studie, beide Linien als eigenständige Arten aufzufassen, gleiches vermuteten sie für die Östliche Grant-Gazelle infolge ihrer geographischen Isolation und deutlichen morphologischen Unterschiede. Demnach bilden die Grant-Gazellen einen Artkomplex. In einer Revision der Huftiere im Jahr 2011 hoben dann Colin P. Groves und Peter Grubb die drei Linien der Grant-Gazellen auf Artebene an. Der Einschätzung folgten im Laufe der Zeit weitere Autoren. Nach genetischen Analysen aus dem Jahr 2021 trennte sich zuerst die Östliche Grant-Gazelle von der gemeinsamen Vorfahrenlinie ab, was im Übergang vom Mittel- zum Jungpleistozän vor rund 134.000 Jahren erfolgte. Die Südliche und die Nördliche Grant-Gazelle spalteten sich dann etwa 40.000 Jahre später voneinander ab.

## Bedrohung und Schutz
Gegenwärtig unterscheidet die IUCN die Grant-Gazellen nicht nach ihren eigenständigen Arten. Die Naturschutzorganisation sieht die Gesamtpopulation der Grant-Gazellen aufgrund ihrer weiten Verbreitung als „nicht bedroht“ (least concern). Allerdings werden nur 25 % der Population als stabil betrachtet, während der Rest rückläufig ist. Bedrohungen für den Bestand finden sich in der Jagd für Nahrungszwecke oder als Trophäe und im Lebensraumverlust durch die Ausdehnung der landwirtschaftlichen Nutzflächen. 1997 wurde die Gesamtpopulation der Nördlichen Grant-Gazellen auf etwa 50.000 Exemplare geschätzt, wovon 40.000 in Kenia, 6000 in Äthiopien und 2500 im Boma-Nationalpark im heutigen Südsudan lebten. Bedeutende Schutzgebiete, in denen die Nördliche Grant-Gazelle vorkommt, sind der Aberdare-Nationalpark und das Samburu National Reserve in Kenia.